# Jan Domanowski
Jan Domanowski herbu Lubicz (ur. ok. 1500, zm. 1563) – biskup żmudzki od 1556, wikariusz i oficjał generalny kapituły wileńskiej od 1530, sekretarz królewski od 1539.
Studiował prawdopodobnie na Akademii Krakowskiej, później uzupełniał wykształcenie we Włoszech, gdzie studiował prawo i teologię. W 1521 za poparciem królowej Polski Bony Sforzy został kanclerzem biskupa wileńskiego.
Kierował odbudową, zniszczonej w pożarze katedry św. Stanisława w Wilnie. Jako biskup żmudzki na synodzie diecezjalnym w 1556 popierał opodatkowanie się duchowieństwa na potrzeby wojska przed zbliżającą się wojną litewsko-rosyjską. 28 listopada 1561 odebrał przysięgę od Gotarda Kettlera i przedstawicieli stanów inflanckich na wierność królowi polskiemu.
Na jego polecenie Piotr Rojzjusz opracował statut kapituły żmudzkiej Constitutiones ecclesiae mednicensis i Novelle constitutionis ecclesie mednicensis.